# Элбури, Джейсон
Джейсон Элбури (англ. Jason Alburey) — клавишник группы Dead or Alive, играющей в стиле New Wave. Присоединился к группе в 1995 году. Впервые появился на экране в клипе You Spin Me Round (Like a Record), выпущенного к ре-релизу в 1993 году. Джейсон играет на клавишных инструментах на концертах, и поет на бэк-вокале в большинстве песен. В июле 2007 года, Элбури был фотографом на свадьбе Пита Бёрнса и Майкла Симпсона. Также ведет сольную карьеру под псевдонимом JEYJON. Начинал свой путь в шоу-бизнесе с работы актёром, моделью и музыкантом, но всемирную известность приобрел благодаря участию в Dead or Alive. Несмотря на работу в группе, многочисленные съемки, интервью, концерты и туры; Джейсон продолжает успешную карьеру модели, снимаясь в клипах Кайли Миноуг, Pet Shop Boys, Duran Duran, Spice Girls, Garbage, Prodigy, Goldfrapp и прочих.